# Penelope A
Il Penelope A è stato un traghetto, appartenuto alla Agoudimos Lines dal 2004 al 2013.

## Servizio
Varato il 29 aprile 1972 nel cantiere navale Arsenal de la Marine National Francaise di Brest con il nome di Horsa e consegnato il 30 luglio successivo alla Sealink, prende servizio il 2 agosto successivo nei collegamenti tra Dover e Boulogne.
Il 5 agosto viene trasferito sulla Folkestone-Ostenda ed il 19 agosto sulla Folkestone-Boulogne.

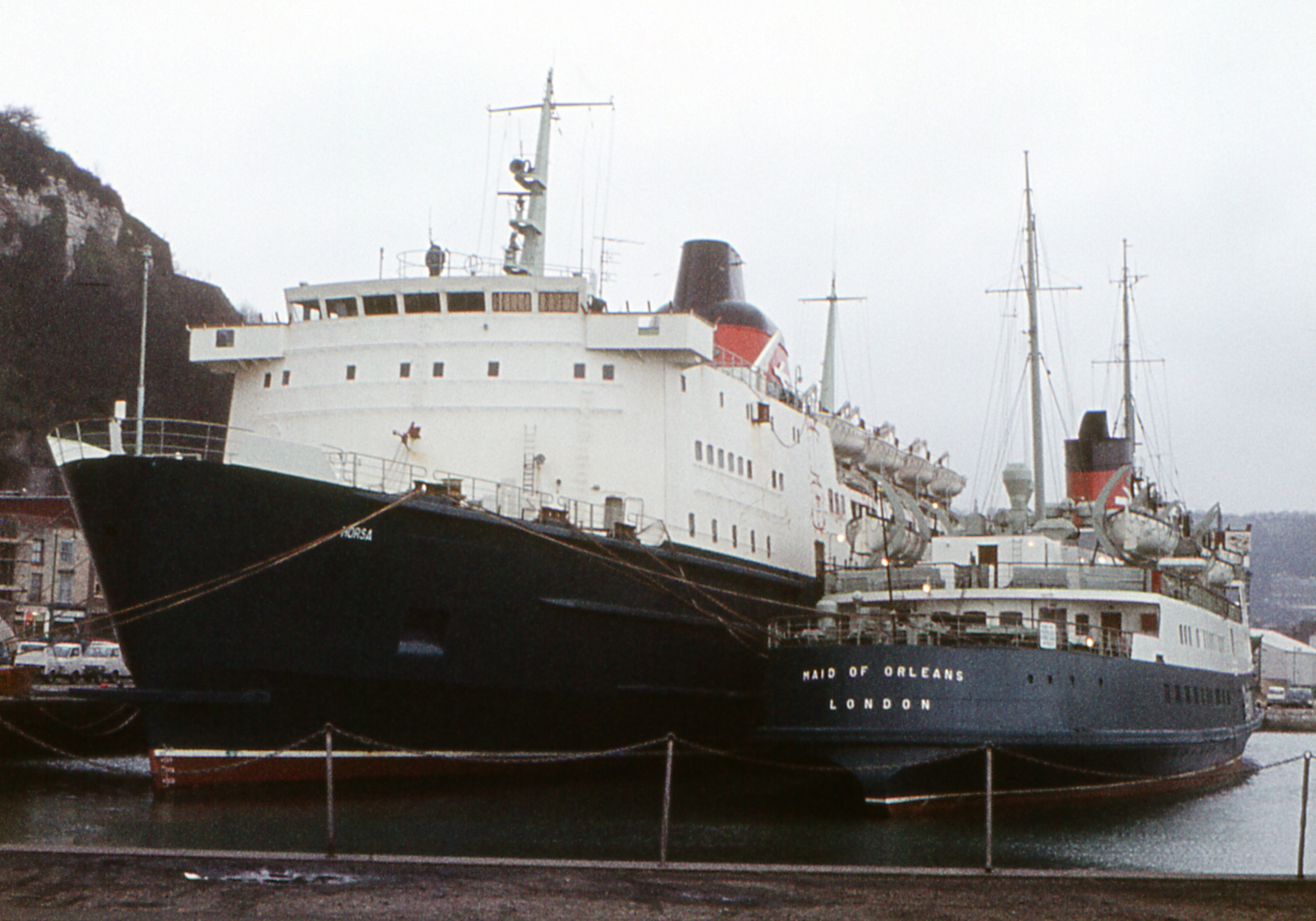
L'Horsa ormeggiato a Dover nel 1973.

Nel gennaio del 1975 entra in collisione con il traghetto Lord Warden nel porto di Calais.
Il 10 aprile 1977 entra in collisione con la banchina durante l'ormeggio a Calais.
Da agosto 1977 a luglio 1984 opera  sulla Dunkerque-Dover, successivamente viene di nuovo trasferito sulla Folkestone-Boulogne.
Il 26 febbraio 1985, a causa della fitta nebbia, finisce per arenaria nei pressi di Folkestone, riportando danni alle eliche e venendo posto fuori servizio per le necessarie riparazioni.
A marzo 1990 opera sulla Holyhead-Dun Laoghaire.

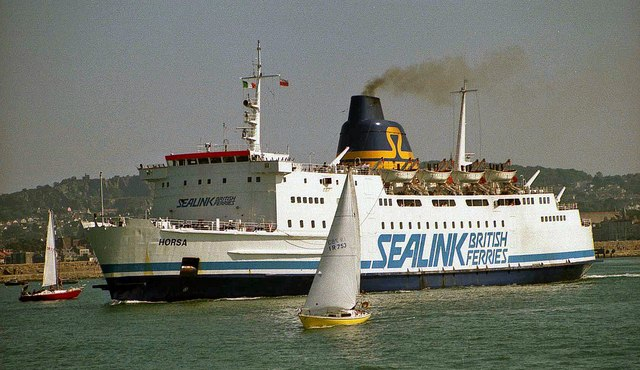
L'Horsa in arrivo a Dun Laoghaire nel 1990.

Nell'aprile del 1990, con l'unione di Sealink a Stena Line, viene ribattezzato Stena Horsa e torna in servizio tra Holyhead e Dun Laoghaire fino ad ottobre, quando viene trasferito sulla Folkestone-Boulogne.
Dal 12 al 14 febbraio 1991 torna brevemente in servizio tra Holyhead e Dun Laoghaire.
Il 5 gennaio 1992 viene disarmato a Milford Haven e messo in vendita. Il 15 febbraio successivo ne viene annunciata la vendita alla greca Flanmare Shipping, che lo ribattezza Penelope A.
Il 23 febbraio 1992 giunge a Il Pireo e prende servizio servizio nei collegamenti tra Rafina, Andro, Tino e Micono sotto le insegne della Agoudimos Lines.
A novembre 1999 viene venduto alla Minoan Flying Dolphins e ribattezzato Express Penelope, prendendo servizio sotto le insegne della Hellas Ferries sulla Rafina-Andro-Tino-Micono-Paro-Nasso.
A gennaio 2004 viene ceduto di nuovo alla Agoudimos Lines e torna a chiamarsi Penelope A, operando sulla Rafina-Andro-Tino-Micono.
Il 5 dicembre 2004 entra in collisione con l'Evia Star a Rafina, non riportando gravi danni.

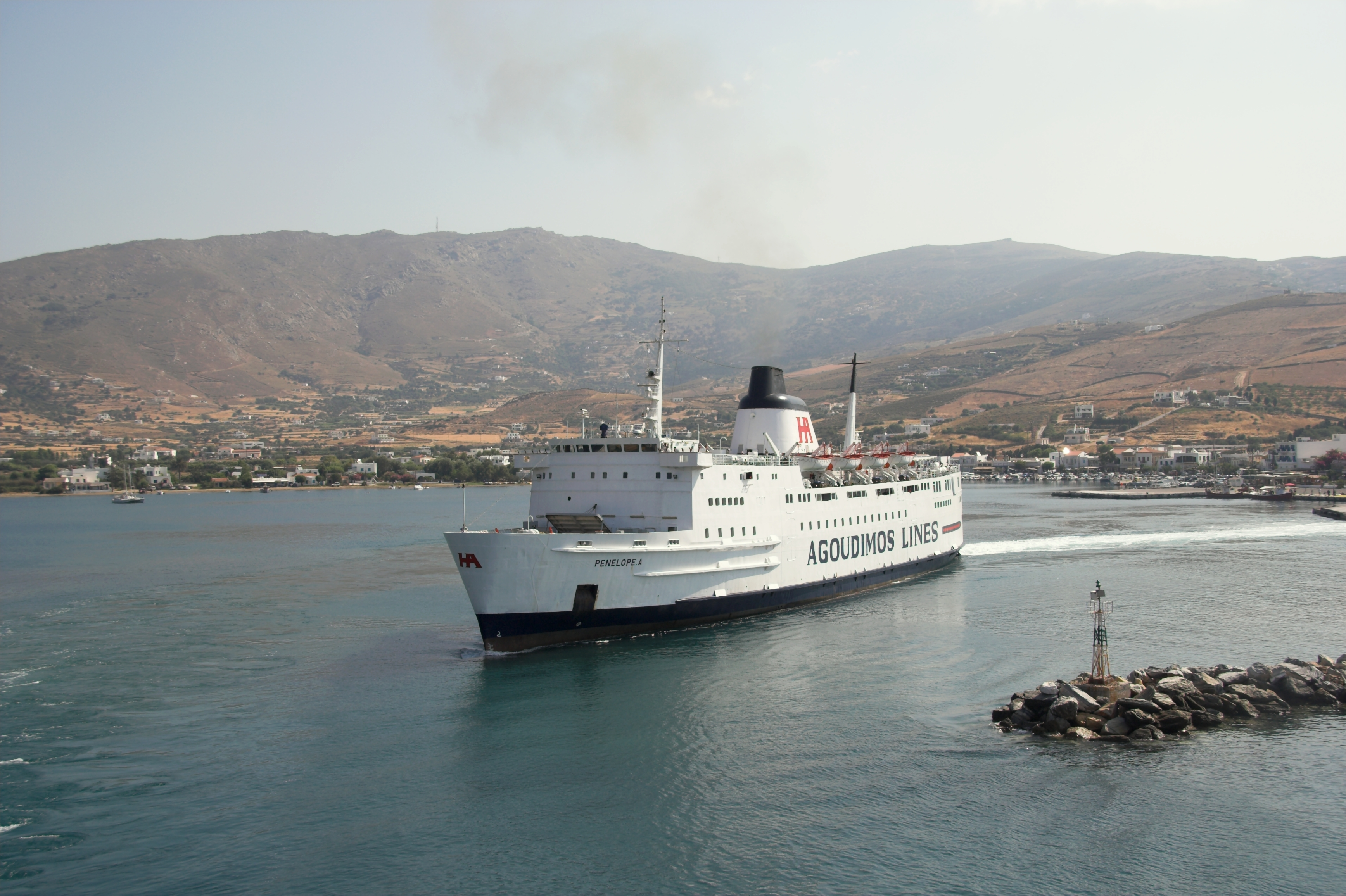
Il Penelope A in partenza da Andro nel 2009.

Il 28 dicembre 2012 viene disarmato a Rafina in seguito alle difficoltà finanziarie della compagnia.
Il 22 maggio 2013 viene noleggiato alla NEL Lines ed impiegato sulla Laurio-Agiostrati-Limno-Kavala.
Il 1º luglio 2013 si guasta a Rafina, dove viene posto fuori servizio e non riparato a causa delle difficoltà economiche della compagnia.
A settembre 2013 l'equipaggio, scontento per i mancanti pagamenti degli stipendi, prende il controllo del traghetto, sequestrandolo.
Nel gennaio del 2014, con il fallimento dell'Agoudimos Lines, il traghetto viene abbandonato e messo in vendita dalle autorità greche.
Nel giugno del 2014 viene trasferito nella Baia di Eleusi e nel novembre successivo viene ritirato dalla classe.
Nel marzo del 2019, dopo 5 anni in disarmo a Eleusi, inizia ad imbarcare acqua e si inclina di circa 10°.
A gennaio 2025 il Penelope A viene dichiarato dalle autorità greche "nave pericolosa e rischiosa", al fine di accelerare le operazioni di rimozione accanto ad un bacino di carenaggio affondato nella Baia di Eleusi. Istituto un bando per la rimozione, viene venduto pochi giorni dopo alla società Valona Shiptrade Ltd per circa 361.000 euro, incaricata al trasferimento del traghetto in un cantiere di demolizione conforme alle normative europee.
Il 27 febbraio 2025 salpa, al traino del rimorchiatore Protug 40, con il nome troncato in Penelope per Aliağa, dove viene spiaggiato il 6 marzo successivo.

## Navi gemelle
- Panagia Tinou
- Apollon